# RP-1

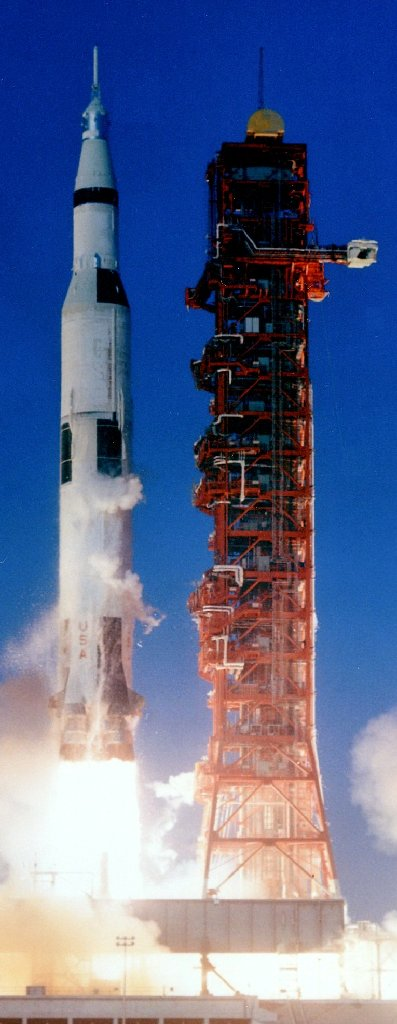
Apollo 8, Saturn V: 810.700 L RP-1, 1.311.100 L LOX

RP-1 (växelvis raketbränsle-1 eller raffinerad olja-1) är ett raketbränsle som är en mycket raffinerad form av fotogen utåt likt flygbränsle. Trots en lägre specifik impuls än flytande väte (LH₂) är RP-1 billigare, stabilt vid rumstemperatur och mindre explosivt, och har högre densitet. RP-1 är betydligt mer kraftfullt än LH₂ per volymenhet. RP-1 har också en bråkdel av toxiciteten och cancerogeniciteten hos hydrazin, ett annat vid rumstemperatur flytande bränsle. Sålunda är fotogenbränslen mer praktiska för många användningar.
Några raketer som använder RP-1 som bränsle är Antares, Black Arrow, Delta II, Europa, Falcon 9, Falcon Heavy, Saturn IB och Saturn V.